# Дембовець (Цешинський повіт)
Дембовець (пол. Dębowiec, нім. Baumgarten) — село в Польщі, у гміні Дембовець Цешинського повіту Сілезького воєводства.
Населення — 1819 осіб (2011).
У 1975-1998 роках село належало до Бельського воєводства.

## Демографія
Демографічна структура станом на 31 березня 2011 року:
|          | Загалом | Допрацездатний вік | Працездатний вік | Постпрацездатний вік |
| -------- | ------- | ------------------ | ---------------- | -------------------- |
| Чоловіки | 888     | 232                | 580              | 76                   |
| Жінки    | 931     | 192                | 557              | 182                  |
| Разом    | 1819    | 424                | 1137             | 258                  |